# Массена, Андре
Андре́ Массе́на (фр. André Masséna; 6 мая 1758, Ницца — 4 апреля 1817, Париж) — военачальник  французских республиканских войск, затем — империи Наполеона I, маршал Империи (с 1804 года), герцог Риволийский, затем князь Эсслингский.

## Биография

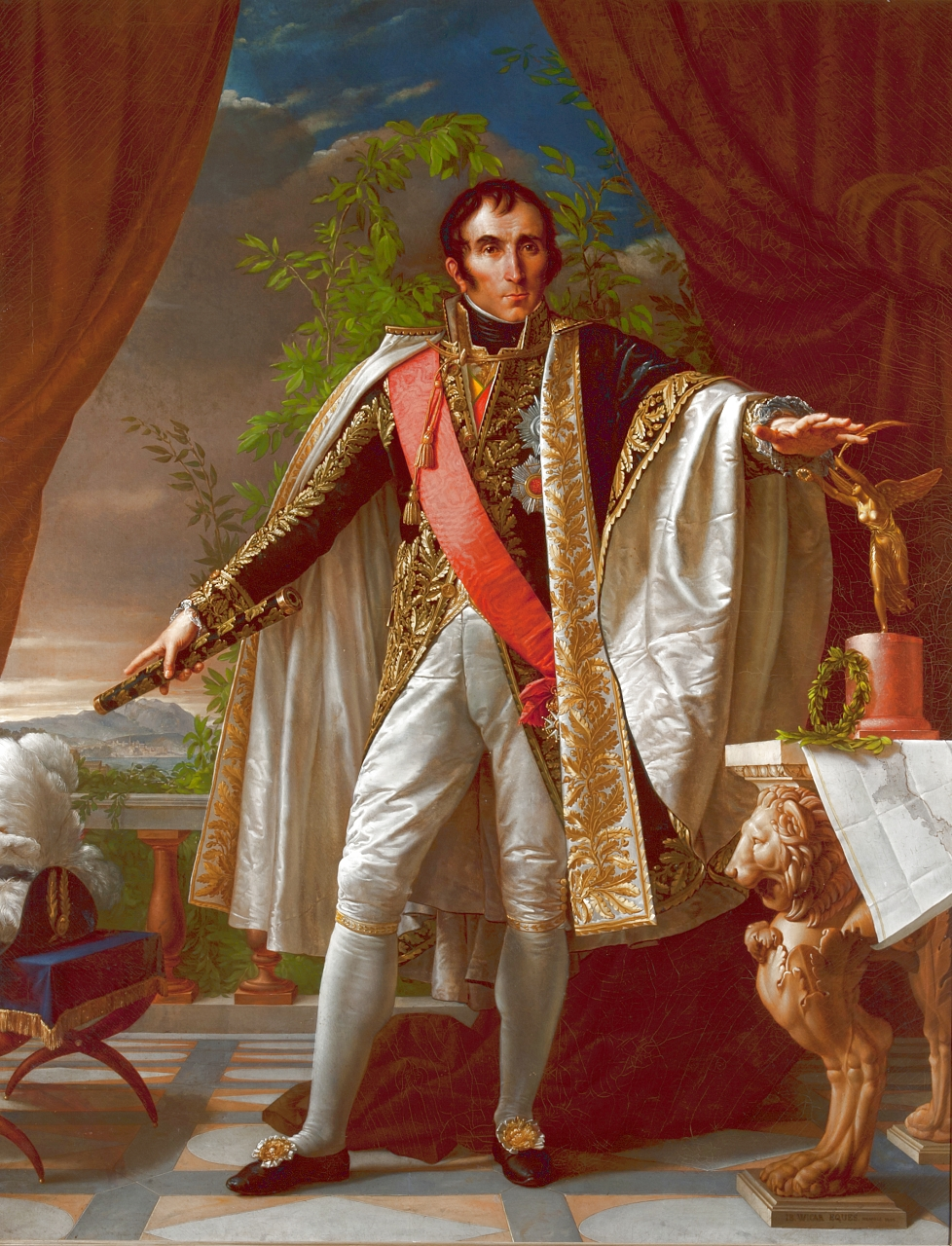
Худ. Гийом Декамп. Портрет Массена, 1808, Королевский дворец в Казерте

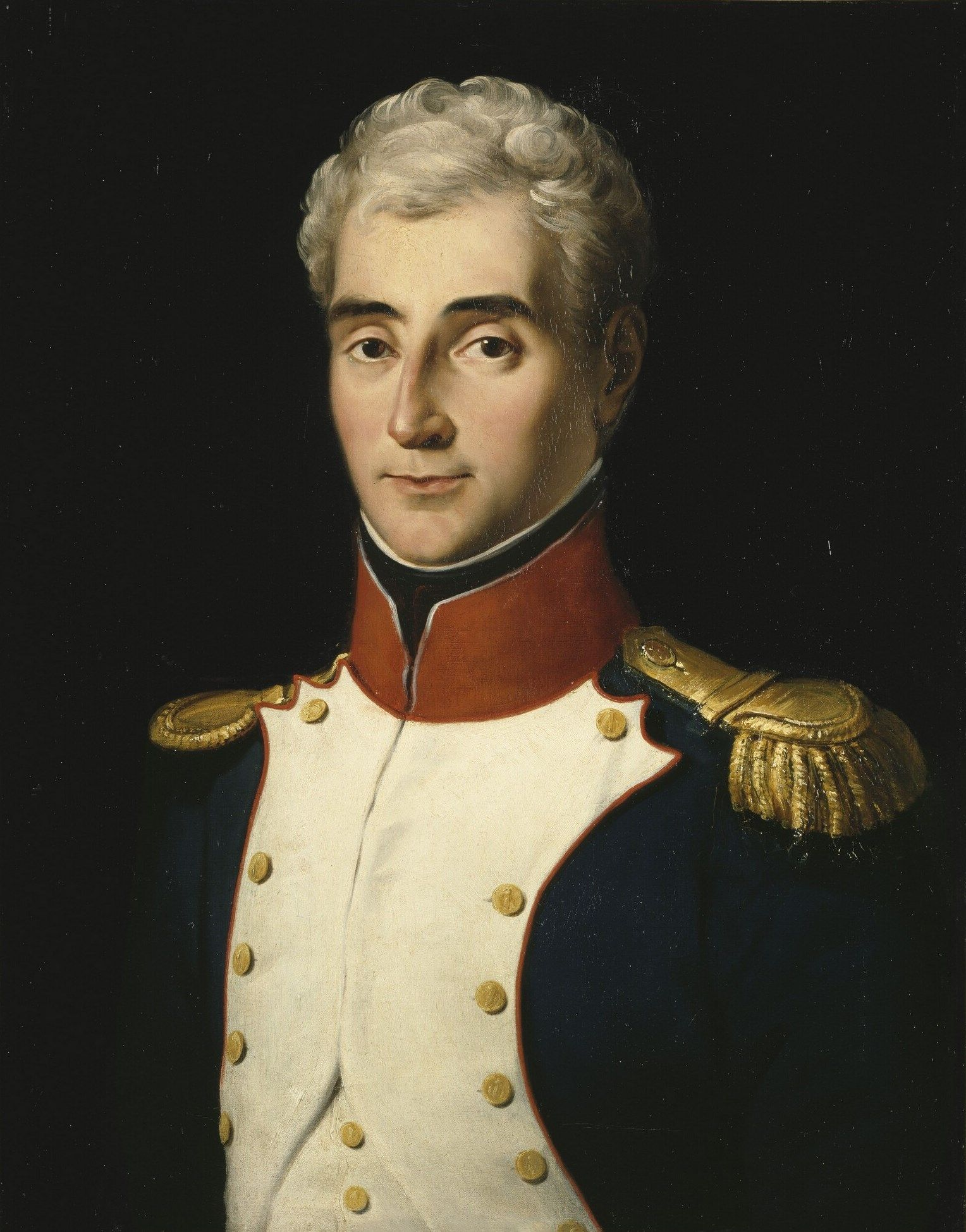
Андре Массена в форме подполковника 2-го батальона волонтёров Вара в 1792 году. Худ. Фердинанд Ваксмут (1802—1869). Версаль.

В 1775 году вступил рядовым во французскую пехоту, но так как офицерский чин давался тогда одним дворянам, Массена, прослужив 14 лет, вышел в отставку в чине прапорщика (фр. adjudant) — самом высоком, который мог получить недворянин.
После революции вступил во французскую армию, в 1792 году уже командовал батальоном, а в 1793 году был дивизионным генералом.
В итальянской кампании 1796 года приобрёл славу выдающегося полководца.
В 1798 году был послан в Рим для истребования удовлетворения за убийство французского генерала Дюпота, который находился в Риме в составе посольства Жозефа Бонапарта. В качестве удовлетворения Массена фактически оккупировал Рим. Здесь у военачальника возникли крупные пререкания с подчинёнными по поводу грабительства комиссариатских чиновников армии, которым он, по-видимому, покровительствовал.
В 1799 году получил командование войсками в Швейцарии, в первой битве при Цюрихе 4—7 июня потерпел поражение от австрийской армии эрцгерцога Карла и отступил, бросив в городе 149 орудий. После ухода эрцгерцога вернулся и во второй битве под Цюрихом разбил русско-австрийскую армию под командованием генерала Римского-Корсакова несмотря на то, что его армии численностью 35 000 человек противостояли русский и австрийский корпусы по 27 000 и 25 000 человек соответственно.

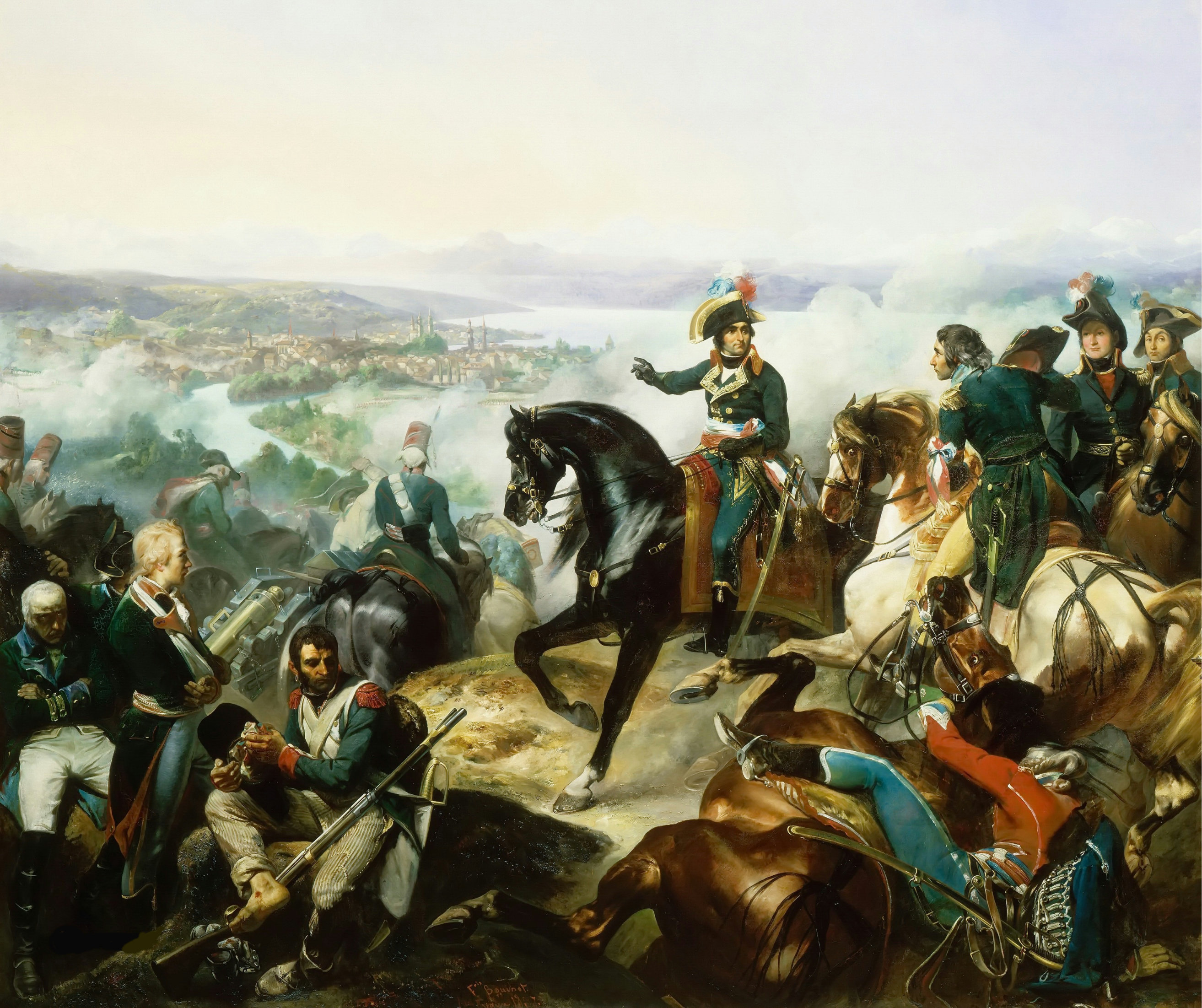
Массена в битве при Цюрихе, 25 сентября 1799 года. Художник Франсуа Бушо.

19—20 сентября  1799 года потерпел поражение в бою с русскими войсками под командованием Суворова в Муттентале и Клентале (Швейцария). Чуть было не попал в плен и чудом спасся, оставив в руках русского унтер-офицера Махотина обрывок своего расшитого золотом генеральского мундира (эполет). Некоторые историки высказывают сомнения в правдивости данной версии.
Причиной этих сомнений является то, что эполеты у французских генералов, а затем и у маршалов, появляются только после постановления 1 вандемьера 12-го года (AN XII) Республики (1803—1804 гг.).
В 1800 году прославился обороной Генуи.
При учреждении Первой империи получил звание маршала.
Во время похода 1805 года командовал войсками в Италии, одержал победу над эрцгерцогом Карлом при Кальдиеро, потом занял Венецию, Каринтию и Штирию, после Пресбургского мира — Неаполитанское королевство.
В походе 1806—1807 командовал правым крылом армии; по заключении Тильзитского мира получил титул герцога Риволийского, а в 1809 году, за отличие в сражении при Асперне — титул князя Эсслингского (ныне Эсслинг находится в черте Вены). «Кто не видел, как дрался Массена при Асперне, тот ничего не видел», — говорил впоследствии Наполеон.
В 1810 году был назначен главнокомандующим французской армией в Португалии. Массена захватил Сьюдад-Родриго и Алмейду после успешных осад, но потерпел неудачу от рук англо-португальской армии герцога Веллингтона при Бусаку. Продолжая наступление, он вынудил союзников отступить к линиям Торриш-Ведраш, где на несколько месяцев воцарилась тупиковая ситуация. В конце концов, вынужденный отступить из-за нехватки еды и припасов, Массена отошёл к испанской границе. Веллингтон осадил Алмейду. Массена пошёл на помощь. 3 мая их армии столкнулись при Фуэнтес де Оньоро. После упорной битвы Массена отступил, но большая часть гарнизона Алмейды сумела сбежать. Массена был заменен маршалом Мармоном и больше не служил, став местным командиром в Марселе. С этого времени его боевая деятельность прекращается; в политических событиях он тоже не играет никакой роли.
Когда Наполеон в 1815 году вторично отрёкся от престола, временное правительство поручило Массене командование парижской национальной гвардией; по занятии столицы союзными войсками он удалился оттуда и напомнил о себе лишь во время процесса маршала Нея, доказывая некомпетентность военного суда.
Умер 4 апреля 1817 года в Париже от туберкулёза. Похоронен на парижском кладбище Пер-Лашез.

## Семья и потомки

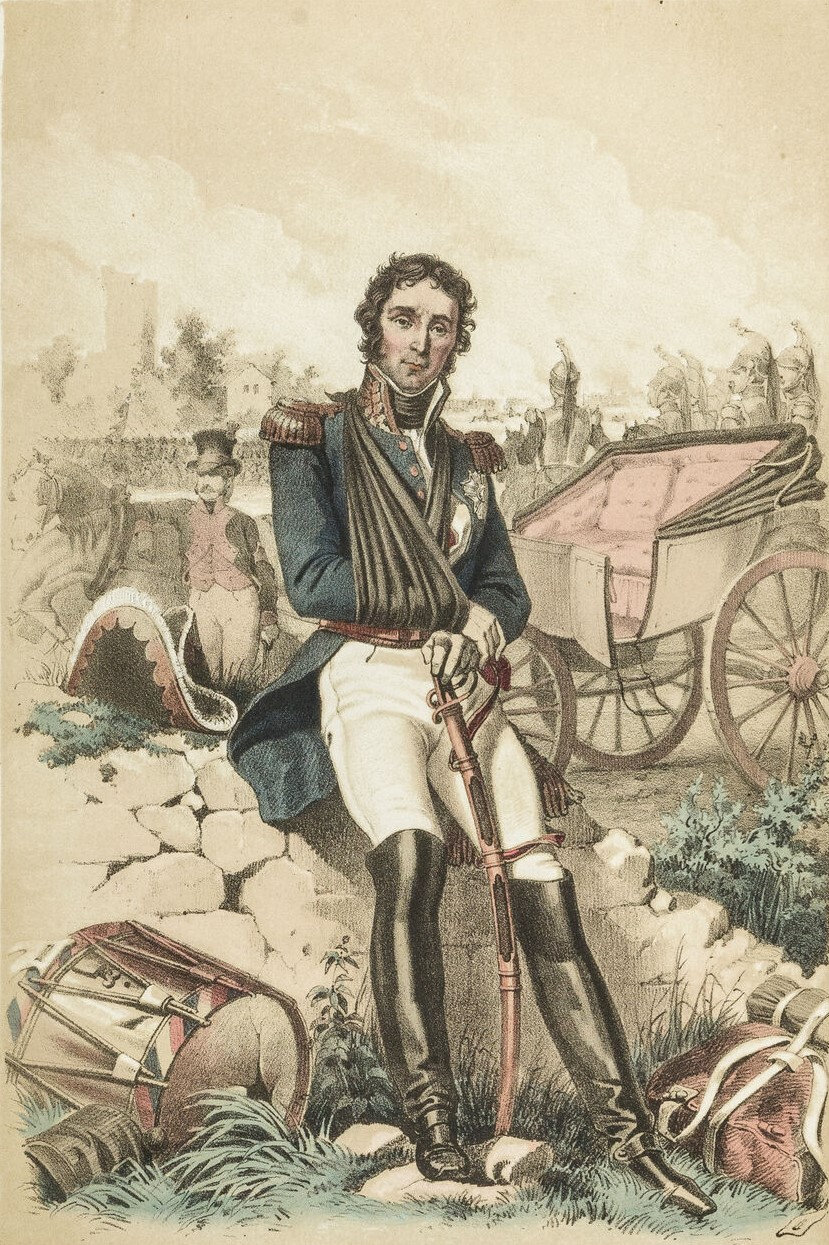
Худ. Феликс Филиппото. Массена при Ваграме

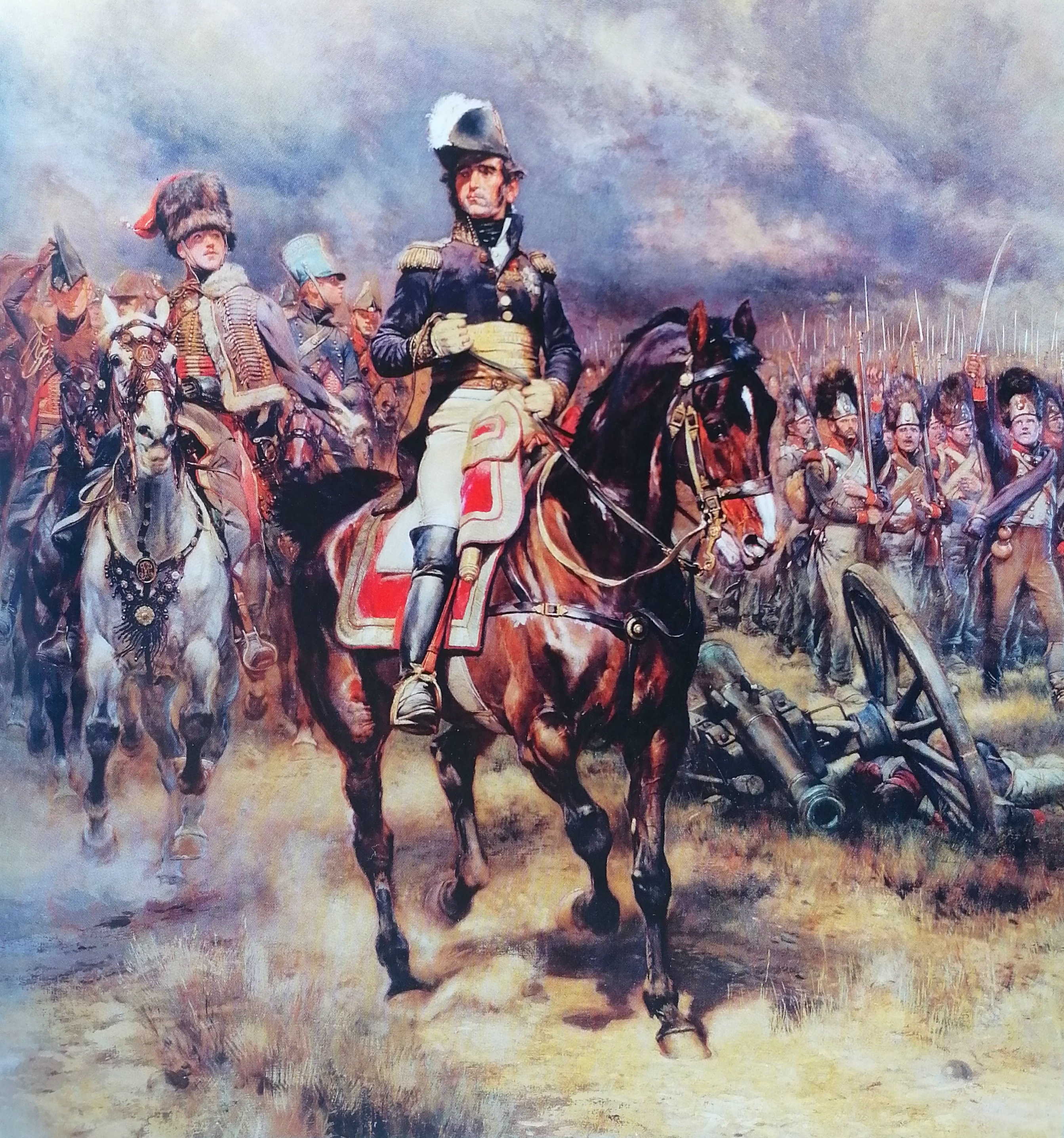
Худ. Эдуар Детай. Массена при Эсслинге

10 августа 1789 года Массена женился на Анне Мари Розали Ламаре (1765—1829), дочери хирурга из Антиба, с которой у него было четверо детей.
Младший сын маршала, Франсуа Виктор Массена (фр.), 2-й герцог Риволи (1799—1863) — орнитолог-любитель, собравший коллекцию из 12 500 экземпляров птиц, которую передал Академии естественных наук Филадельфии (англ.). Описал несколько новых видов попугаев.
Внук маршала, Виктор Массена (1836—1910) — французский политик, депутат парламента. Сохранив огромное наследство маршала, его сын и внук оставались очень богатыми людьми. Виктор Массена построил в Ницце виллу, которую его сын, правнук маршала, продал городу для размещения городского музея, который получил название музей Массена.
Дочь маршала, Виктория Тек Массена (1794—1857), вышла замуж за героя битвы при Ватерлоо генерала (впоследствии маршала) Оноре Рея (1775—1860), бывшего офицера для поручений её отца.
Двумя другими детьми были дочь Мария Анна Элизабет Массена (1790—1794) и сын Проспер Жак Массена (1793—1821).

## Память

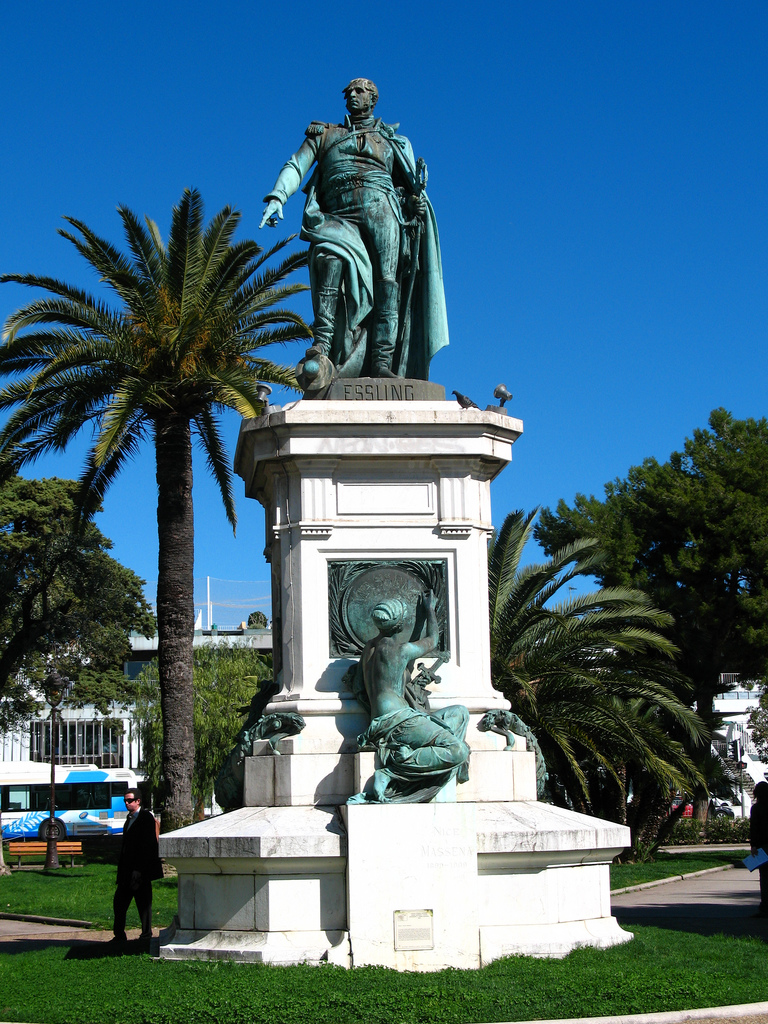
Памятник маршалу в Ницце

Именем маршала Андре Массены названы:
- эскадренный броненосец военно-морских сил Франции;
- станция Лионского метрополитена;
- улица в Лионе, на которой находится одноимённая станция метро;
- лицей в Ницце[фр.] (назван в 1963 году);
- площадь в центре Ниццы[фр.];
- один из бульваров Парижа[фр.] (Бульвары маршалов);
- город в США в округе Сент-Лоренс штата Нью-Йорк;
- город в США[англ.] в округе Касс штата Айова;
- город Оулед Бен Абделькадер[фр.] в Алжире в период французского колониального управления носил название Массена.

Кроме того, маршалу был установлен памятник в Ницце (скульптор — А.-Э. Каррье-Беллёз).

## Образ в кино
- «Наполеон» (немой, Франция, 1927) — актёр Филипп Ролла[фр.];
- «Наполеон: путь к вершине» (Франция, Италия, 1955) — актёр Мишель Насторг[фр.].

## Воинские звания
- Капрал (1 сентября 1776 года);
- Сержант (18 апреля 1777 года);
- Фурьер (14 февраля 1783 года);
- Младший лейтенант (4 сентября 1784 года);
- Капитан (1 февраля 1791 года);
- Подполковник (1 августа 1792 года);
- Полковник (17 августа 1793 года);
- Бригадный генерал (22 августа 1793 года);
- Дивизионный генерал (20 декабря 1793 года);
- Маршал Империи (19 мая 1804 года).

## Титулы

герб маршала Массена

- Герцог Риволийский и Империи (фр. duc de Rivoli et de l'Empire; декрет от 19 марта 1808 года, патент подтверждён 24 апреля 1808 года);
- Князь Эсслингский и Империи (фр. prince d'Essling et de l'Empire; 31 января 1810 года)[3].

## Награды
- Почётная сабля (Французская республика)

 Легионер ордена Почётного легиона (Французская империя, 11 декабря 1803 года)
 Великий офицер ордена Почётного легиона (Французская империя, 14 июня 1804 года)
 Знак Большого орла ордена Почётного легиона (Французская империя, 2 февраля 1805 года)
 Высший сановник ордена Железной короны (Королевство Италия, 20 февраля 1806 года)
 Кавалер ордена Святого Губерта (Королевство Бавария, 27 февраля 1806 года)
 Большой крест ордена Христа (Королевство Португалия, 28 февраля 1806 года)
 Большой крест ордена Верности (Великое герцогство Баден, 17 июня 1809 года)
 Орден Людвига (Великое герцогство Гессен, 3 августа 1809 года)
 Большой крест Королевского венгерского ордена Святого Стефана (Австрийская империя, 4 апреля 1810 года)
 Командор Военного ордена Святого Людовика (Королевство Франция, 1814 год)
 Кавалер ордена Гражданских заслуг Баварской короны (Королевство Бавария)